# Señorío de Olmedilla
El señorío de Olmedilla fue denominado como un señorío español, fue un título nobiliario español ubicado en tierras de Cuenca, que fue concedido tras la conquista de la tierra de Cuenca por el rey Alfonso VIII de Castilla sobre una aldea conquense en fecha desconocida del siglo XIII, entre el antiguo Reino taifa de Toledo y la actual provincia de Cuenca tras la conquista a la familia de la Vega.
El señorío comúnmente denominado hoy en día de Olmedilla y desde hace más de seiscientos años, es uno de los más tradicionales títulos del reino de España aunque callese en desuso y el que le da nombre e importancia a la casa de Manuel de Villena, como propietaria del mismo, constituyendo uno de los linajes familiares más importante de España, como la casa de Medinaceli, cuyo origen es la sangre real de Castilla.
Sin embargo, en el señorío se han sucedido más de tres familias:
La primera fue la casa de la Vega-Manuel original o casa de los primeros pobladores y conquistadores que duró más de tres siglos, a lo largo de los cuales se sucedieron muchos señores con mayorazgos incluidos y que se prolongó desde su creación hasta su extinción en 1825 a causa de la muerte de su titular José Eustaquio de Manuel el titular y su mujer que ostentaban el mismo. A los representantes de esta primera Casa, que fue la que se perpetuó por más tiempo, se les conoce con el nombre de De la Vega mayores que tuvieron una muy destacada actuación en la historia Española durante su apogeo, siendo la más tradicional de las tres quedando descendientes menores hasta el siglo XVIII.
Uno de sus integrantes, Jacobo de la Vega, señor de Olmedilla, recibió el mayorazgo de manos del rey Felipe III de España.
La segunda familia fue la casa de Manuel, que emparentó muy pronto con la principal, fue la que se prolongó desde el XVIII al XIX un siglo y medio durante el cual la heredaron varios señores, que comenzó con José de Manuel y López de la Vega. —el hijo de la última señora de la Vega— y se extendió hasta 1825, año del fallecimiento sin descendencia directa legítima el último de Manuel. 
La tercera o casa de Duque-Nieto, es la que se ha extendido por el último tiempo y que se inició con Juan Nieto Herrera, marido de María de Manuel —una descendiente directa del rey Fernando III de Castilla y León descendiente directo innegable del propio rey que otorgó el privilegio, y que continúa hasta la actualidad habiendo ostentado varios titulares. Fue la casa que menos duración temporal y menos titulares tuvo y continuó fuertemente vinculada a la familia originaria de los De la vega.

## Historia
Tras la conquista de las tierras a los musulmanes, en el siglo XIII, el mismo señorío paso de mano en mano por la familia real hasta llegar a los nobles de la familia de Garcilaso de la Vega en el siglo XVI, el señorío continuó vinculado a la casa de Manuel de Villena por matrimonios que lo obtuvo como herencia lejana del Infante Manuel de Castilla su antepasado títular, que lo engrandeció y convirtió más tarde en parte de un mayorazgo, llegando a obtener Juan Manuel, diversas prebendas y privilegios como Señor de Olmedilla en esa zona, el linaje alcanzaría el título de grande de España posteriormente a 1520, por los servicios prestados a la corona por sus ancestros. Una vez extinguida la rama principal de la Casa de Manuel en el siglo XIX, el señorío pasó a ramas colaterales, ostentándolo sucesivamente los titulares de otros linajes como Esteban-Herranz y luego el denominado Duque-Nieto-Manuel en el siglo XIX, para finalmente entrar en la casa de Alcázar-Manuel en donde se desmiembra ya totalmente en el siglo XX, por el sinsentido de estar ya abolidos desde hacia unas décadas oficialmente todos los señoríos y estar usándose ya los pocos que seguían en desuso, a pesar de ellos algunos Duques consiguieron que se reconociera su señorío contra las leyes vigentes. Siendo por tanto Juan Alcázar Duque-Nieto, el que fue el último señor de Olmedilla por serlo por continuidad familiar y por renuncia de sus hermanos, pese a su disolución total en tiempos de la monarquía de Alfonso XIII de España.
Otorgado como reconocimiento a los esfuerzos del linaje, este suponía una serie de privilegios de nobleza e hidalguía para ellos y sus descendientes, como el no pagar impuestos, servir solo en las guerras defensivas en ayuda de su señor el rey, entre otros el uso de un escudo heráldico y también la vigilancia y apoyo del recién creado Obispado de Cuenca. No hay que olvidar que la catedral de Cuenca la mandó edificar el rey Fernando III y la reina Beatriz de Suabia, antepasados del linaje de Manuel; el linaje principal del que dimana la autoridad, descendía de Sancho Manuel el primer señor del infantado, las 4 villas y de donde se desgajó esté del señorío de Olmedilla, cuando la herencia principal recayó en la heredera femenina Doña Constanza, pasando la mayoría de las tierras al linaje Carrillo de Albornoz. Aunque durante mucho tiempo se creyó que había sido constituido según el derecho germánico sálico, estudios posteriores acreditaban que era su esencia jurídica eminentemente castellana pues sus orígenes lo eran en tiempos del rey Alfonso VIII, el de las Navas, quien tomó las tierras de Cuenca en 1166, rodando el señorío por caballeros de la familia regia originalmente y lo que refuta en singular forma la historia señorial de Castilla, en la que tanto hombres como mujeres tenían derecho a recibir en herencia la cuota que les correspondiera primogenitamente, solapando propiedad y jurisdicción señoriales. Así lo recibieron para sus descendientes, sin distinción entre varones y hembras, la casa del infante Don Manuel de Castilla, pasó a su hijo y así sucesivamente a sus descendientes las tierras de origen, ampliadas o disminuidas durante la duración de su vida e historia.
El territorio jurisdiccional original de la villa de Olmedilla, se agrupó durante algunas generaciones junto a otras villas en lo que se conoció como el infantazgo de Villena, amplísimo en su origen territorial, fue reduciéndose por distintas circunstancias y herencias hasta las pocas hectáreas con que contaba en 1900. Se trata de uno de los pocos señoríos que sobrevivieron a los avatares de las aboliciones del siglo XIX, que comenzaron con lo promulgado en la Constitución de Cádiz de 1812, adaptándose a los tiempos y circunstancias esquivas y olvidando arcaicos derechos jurisdiccionales por su lealtad a la corona en tiempos de las guerras napoleónicas y carlistas, pero manteniendo su identidad y arraigo en su zona, así como sus tradiciones, finca solar y su singular privilegio de hidalguía. Los privilegios de hidalguía y uso de armas concedidos en un principio a sus señores han sido confirmados por todos los distintos reyes de España hasta don Alfonso XIII de España.

## Ascendencia Primitiva
La Casa de los señores de Olmedilla tienen su origen en el mismo tronco real de Castilla, según apunta Luis de Salazar y Castro, en la casa de Manuel, que es sobradamente bien conocida, nos encontramos con José Pérez Manuel hijo segundón de Pedro Juan José Manuel de Lara regidor de la villa en 1693, que acudió a la lucha contra Francia. Tuvo un hijo Felipe José Manuel, que vendió una heredad en el sitio llamado Los higares en 1719 y en el documento se declara hijo de D. José Pérez Manuel. Sin embargo, el medievalista Carlos Estepa Díez opina que aunque hubo emparentamiento entre ambos linajes, el de «Manuel» no sabemos si llega por línea femenina, predominó en la descendencia como señal de ostentación del poder territorial, siendo todavía algunos parientes de la provincia los que ostentan el apellido y no se sabe si ante la falta de varón recuperaron en algún momento el mismo a imitación de muchas otras casas nobles, ya que al ser por varias ramas nobles, esto lo conocían desde antiguo, siendo así la rama que nos trae a los Señores de Olmedilla con amplio mayorazgo y potestad.

### Matrimonios y última descendencia
En las investigaciones recientes apareció un excepcional documento fechado el 12 de mayo de 1896, que nos da una idea de sus cuantiosas propiedades y derechos, como datos sobre su matrimonio y descendencia. Se trata de la partición de los bienes que quedaron por fallecimiento del último señor consorte de Olmedilla, quedando entre sus herederos. Según este documento, Lorenzo Alcázar y Huete, ex-militar de la guardia civil desde hacia décadas y recaudador prestamista de oficio, falleció asesinado vilmente de noche en la zona de Torralba, y la razón de que sus hijos nacieran en diferentes ubicaciones de la provincia de su destino Cuenca, se casó en 1872 con la hija mayor y heredera del señorío, Catalina Duque-Nieto y E. de Herranz, tuvieron la siguiente sucesión que poseyeron muchos heredamientos en la zona de Cuenca al revertir las herencias de ambas familias en ellos:
- 1 Nemesio Alcázar Duque-Nieto, suboficial de policía local, nacido en 1873, casado con Victoriana Poncella. Con descendencia femenina. Mantuvo la titularidad desde la muerte de su padre a su renuncia en 1903.
- 2 María Baltasara Alcázar, nacida en 1874, casada con el plebeyo Modesto Taravilla, con descendencia femenina.
- 3 Antonio Alcázar nacido en 1878, casado con la plebeya María Lecanda Cobo, con descendencia. Mantuvo la titularidad de 1903 a 1908 en que por boda desigual cedió la titularidad a su siguiente hermano.
- 4 Juan Timoteo Alcázar Duque-Nieto, nacido en 1884, casado dos veces, ambas sin descendencia. Heredero de los derechos de Olmedilla hasta 1959.
- 5 Cándido Alcázar Duque, nacido en 1887, con descendencia femenina, supuestamente esta hereda los derechos del señorío en el franquismo.

#### Partición de sus bienes
Por ser costumbre a la muerte del padre, su madre hizo donación de buena parte de sus bienes en 1896, la partición fue la siguiente, el resto lo repartió antes de fallecer en 1938.
- 1 Nemesio Alcázar Duque-Nieto, recibió como hijo mayor en la partición los bienes correspondientes a la familia paterna en Huete, que naturalmente vendió para labrarse un futuro como joven suboficial de la policía urbana de Madrid. La gente de está rama vendieron todos sus heredamientos antes de 1936, manteniendo solo sus nuevos bienes en Madrid. Tuvo varias hijas y algún nieto como herederos.
- 2 Mª Baltasara, heredó las propiedades de su madre en el sur de Madrid, incluyendo una finca llamada Las vistillas.
- 3 Antonio, recibió "el lotecillo" de propiedades en Cabrejas, herencia de su familia, renunciando a los otros heredamientos, excepto un solar comprado en tiempo de sus abuelos maternos, que luego vendería, más otra propiedad de su mujer en Tezanos-Cantabria que dejaron a sus herederos.
- 4 Juan, recibió de su abuela la casa y finca histórica de Valdeolivas, herencia de los Duque-Nieto-Manuel con todos sus derechos y pertenencias, salvo lo que fue la tierra y la casa de su hermano Antonio, las propiedades de Baltasara herencia de los E. de Herranz, que luego les compró y que les correspondían en reparto. Es mencionada su segunda mujer, ya difunta, así como sus hermanos y sobrinos en su testamento a su muerte en 1959 y la repartición de su herencia al no tener hijos.
- 5 Cándido, el hijo pequeño, llamado el mozo, vivió por el suceso de la muerte de su padre a tutela de su madre hasta que se casó ya en 1923, con una dama hijosdalgo de ascendencia en Toledo, Doña Juana Suárez de Bustamante y Torres. Al haber fallecido antes que su hermano Juan, sus dos hijas fueron las herederas de su parte y la mayor posiblemente la heredera histórica.

## Archivo y Fuentes
El Antiguo e Ilustre archivo del obispado de Cuenca dispone de un importante fondo histórico compuesto por las diferentes concesiones reales desde las concedida por los Reyes Cristianos de Castilla hasta las más actuales, diversa correspondencia y los Libros Becerros sobre estas familias y personas. Tradicionalmente esta documentación se aseguraba en un archivo en la propia Casa de Manuel de Villena hasta su donación. Existe documentación privada relacionada con este título en el Archivo de la Real Chancillería de Valladolid y otros similares. 